# Фридрих Адолф (Липе)
Фридрих Адолф фон Липе-Детмолд (на немски: Friedrich Adolf zur Lippe-Detmold) от Дом Липе е от 1697 до 1718 г. граф на Липе-Детмолд.

## Биография
Роден е на 2 септември 1667 година в Детмолд. Той е най-възрастният син на граф Симон Хайнрих фон Липе-Детмолд (1649 – 1697) и съпругата му Амалия фон Дона-Вианен (1645 – 1700), наследствена бургграфиня на Утрехт и Вианен. Брат е на Фердинанд Христиан (1668 – 1724) и Христоф Лудвиг (1679 – 1747).
Фридрих Адолф строи от 1701 до 1704 г. канал (Friedrichstaler Kanal) в Детмолд и новия дворец Фаворите през 1718 г. като подарък на втората му съпруга Амалия фон Золмс-Хоензолмс.
Той умира на 18 юли 1718 година в дворец Фаворите в Детмолд на 50-годишна възраст.

## Фамилия
Първи брак: на 16 юни 1692 г. в Шаумбург с за принцеса Йохана Елизабет фон Насау-Диленбург-Шаумбург (* 5 септември 1663; † 8 февруари 1700), дъщеря на княз Адолф фон Насау-Диленбург-Шаумбург (1629 – 1676) и графиня Елизабет Шарлота фон Холцапел (1640 – 1707). Те имат децата:
- Симон Хайнрих Адолф (1694 – 1734), граф на Липе-Детмолд, женен на 16 октомври 1719 г. във Висбаден за принцеса Йохана Вилхелмина фон Насау-Идщайн (1700 – 1756), дъщеря на принц Георг Август Самуел фон Насау-Идщайн
- Карл Фридрих (1695 – 1725)
- Амалия (1695 – 1696)
- Шарлота Амалия (1697 – 1699)
- Леоподо Херман (1698 – 1701)
- Фридрих Август (1699 – 1724)

Втори брак: на 8 юни 1700 г. в Хоензолмс с графиня Амалия фон Золмс-Хоензолмс (* 13 октомври 1678; † 14 февруари 1746), дъщеря на граф Йохан Лудвиг фон Золмс-Хоензолмс (1646 – 1707) и първата му съпруга Луиза фон Дона-Вианен (1646 – 1687). Те имат децата:
- Амалия Луиза (1701 – 1751)
- Елизабет Шарлота (1702 – 1704), абатиса на Св. Мария в Лемго (1713 – 1751)
- Карл Симон Август (1703 – 1723)
- Франциска Шарлота (1704 – 1738), омъжена на 4 юли 1724 г. в Детмолд за граф Фридрих Белгикус Карл фон Бентхайм-Щайнфурт (1703 – 1733), син на граф Ернст фон Бентхайм-Щайнфурт
- Максимилиан Хайнрих (1706)
- Карл Йозеф (1709 – 1726)
- Фридерика Адолфина (1711 – 1766), омъжена на 3 април 1736 г. за първия си братовчед граф Фридрих Александер фон Липе-Детмолд (1700 – 1769), син на граф Фердинанд Кристиан фон Липе-Детмолд (1668 – 1724)